# Dezastru
.

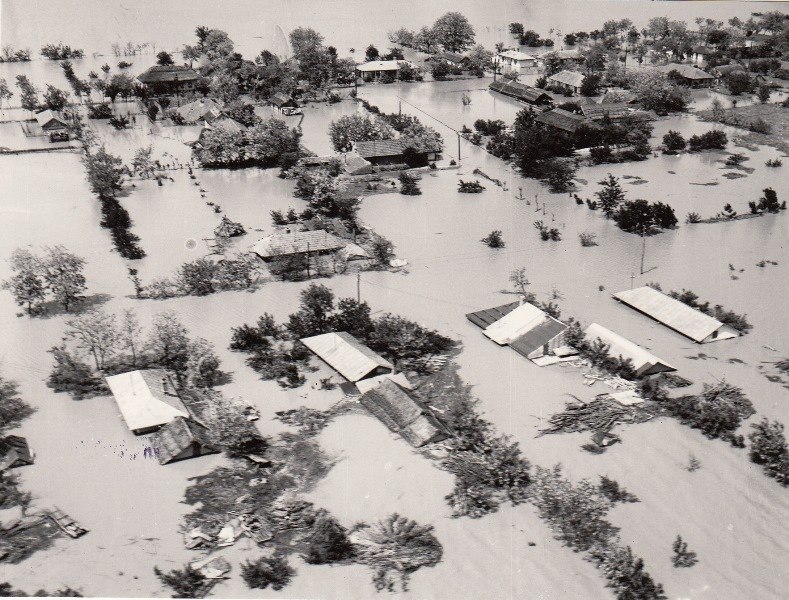
Inundațiile din Moldova din mai 1970

Un dezastru este o problemă gravă care apare într-o perioadă scurtă sau lungă de timp, care provoacă pierderi umane, materiale, economice sau de mediu pe scară largă, care depășește capacitatea comunității sau societății afectate de a face față folosind propriile resurse.Țările în curs de dezvoltare suferă cele mai mari costuri atunci când are loc un dezastru - peste 95% din toate decesele cauzate de pericole apar în țările în curs de dezvoltare, iar pierderile cauzate de pericolele naturale sunt de 20 de ori mai mari (ca procent din PIB ) în țări în curs de dezvoltare decât în țările industrializate . Indiferent în ce societate apar dezastrele, acestea tind să inducă schimbări în guvern și în viața socială. Ele pot modifica chiar cursul istoriaistoriei afectând în general populații întregi și expunând o gestionare defectuoasă sau corupție, indiferent de cât de strict sunt controlate informațiile într-o societate.

## Definire dezastru România
Dezastru este un eveniment datorat declanșării unor tipuri de riscuri, din cauze naturale sau provocate de om, generator de pierderi umane, materiale sau modificări ale mediului și care, prin amploare, intensitate și consecințe, atinge ori depășește nivelurile specifice de gravitate stabilite prin regulamentele privind gestionarea situațiilor de urgență, elaborate și aprobate potrivit legii. 
Prin dezastre potrivit legii se înțelege: 
- fenomene naturale distructive de origine geologica sau meteorologica, ori îmbolnavirea unui număr mare de persoane sau animale, produse în mod brusc, ca fenomene de masa.În această categorie sunt cuprinse: cutremurele, alunecările și prabușirile de teren, inundațiile și fenomenele meteorologice periculoase, epidemiile și epizootiile;
- evenimentele cu urmări deosebit de grave asupra mediului înconjurător, provocate de accidente. În această categorie sunt cuprinse: accidentele chimice, biologice, nucleare, în subteran, avariile la construcții hidrotehnice sau conducte magistrale, incendiile de masa și exploziile, accidentele majore pe căile de comunicații, accidentele majore la utilaje și instalații tehnologice periculoase, căderile de obiecte cosmice, accidentele majore și avariile mari la rețelele de instalații și telecomunicații[6].

## Clasificare
Dezastrele sunt împărțite în mod obișnuit naturale sau provocate de om, deși acestea sunt dezastrele complexe, în care nu există o cauză unică, sunt mai frecvente în țările în curs de dezvoltare. Un dezastru specific poate genera un dezastru secundar care crește impactul. Un exemplu clasic este un cutremur care provoacă un tsunami, rezultând inundații în masă. Unele dezastre se datorează naturii.

## Dezastru natural
Un dezastru natural este un proces sau fenomen natural care poate provoca pierderi de vieți omenești, vătămări sau alte efecte asupra sănătății,[daune materiale, pierderea mijloacelor de trai și a serviciilor, perturbări sociale și economice sau daune mediului.
Diverse fenomene, cum ar fi cutremure , alunecări de teren , erupții vulcanice , inundații , uragane , tornade , viscol , tsunami , cicloni , incendii și pandemii sunt toate pericole naturale care ucid mii de oameni, proprietățile acestora și care presupun miliarde de lei pentru refacerea acestora în fiecare an. 
Din păcate creșterea rapidă a populației a lumii și concentrarea crescută a acestora adesea în medii cu pericol, zone chimice fără respectarea legislației de mediu face ca acestea să aibă urmări grave asupra acestora. Având în vedere schimbările climatice și formele de relief instabile, împreună cu defrișările pădurilor, construirea de locuințe înalte în zone inundabile fac ca acestea să fie predispuse la dezastre.
Țările în curs de dezvoltare suferă mai mult sau mai puțin cronic de dezastre naturale din cauza comunicării ineficiente combinate cu alocarea bugetară insuficientă pentru prevenirea și gestionarea dezastrelor.

## Dezastre artificiale
Dezastrele provocate de om sunt consecința pericolelor tehnologice sau umane. Exemplele includ războiul , tulburările sociale,  incendiile , accidentele de transport, accidentele industriale , conflictele, deversările de petrol , atacurile teroriste , exploziile nucleare / radiațiile nucleare.
Alte tipuri de dezastre provocate includ scenariile cosmice, schimbările climatice catastrofale , război nuclear și bioterorism .
O opinie susține că toate dezastrele pot fi văzute ca fiind provocate de om, din cauza eșecului uman de a introduce măsuri adecvate de gestionare a situațiilor de urgență. 